# Tehilim
Tehilim è un film del 2007 diretto da Raphaël Nadjari.